# Оксид олова(IV)
Окси́д о́лова(IV) (диокси́д олова, двуо́кись олова, касситерит) — бинарное неорганическое соединение, оксид металла олова с формулой SnO2. Белые кристаллы, нерастворимые в воде.

## Нахождение в природе
В природе встречается минерал касситерит — SnO2, основная руда олова, который в чистом виде бесцветен, однако примеси придают ему самые различные цвета.

## Получение
Сжигание олова в воздухе или в кислороде при высокой температуре:
{\displaystyle {\ce {Sn + O2 ->[>220^oC] SnO2}}}.
Окисление кислородом воздуха монооксида олова:
{\displaystyle {\ce {2SnO + O2 ->[220^oC] 2SnO2}}}.
Диспропорционирование при нагревании монооксида олова:
{\displaystyle {\ce {2SnO ->[400^oC] SnO2 + Sn}}}.
Окисление олова горячей концентрированной азотной кислотой:
{\displaystyle {\ce {Sn + 4HNO3 ->[T] SnO2 + 4NO2 ^ + 2H2O}}}.
Разложение сульфата олова при нагревании:
{\displaystyle {\ce {Sn(SO4)2 ->[150-200^oC] SnO2 + 2SO3 ^}}},
или взаимодействием сульфата олова(IV) с разбавленной щёлочью:
{\displaystyle {\ce {Sn(SO4)2 + 4NaOH -> SnO2 v + 2Na2SO4 + H2O}}}.
Прокаливание на воздухе моносульфида олова:
{\displaystyle {\ce {SnS + 2O2 ->[T] SnO2 + SO2 ^}}}.

## Физические свойства
Оксид олова(IV) из раствора при осаждении выделяется в виде гидрата переменного состава SnO2·nH2O, где {\displaystyle 1\leq n\leq 2,} так называемая α-модификация). При стоянии осадка переходит химически пассивную β-модификацию ({\displaystyle n\leq 1}). Соединения со стехиометрическим составом гидратов не выделены.
В воде практически нерастворим, рПР = 57,32. Нерастворим также в этаноле и других не взаимодействующих с веществом растворителях.
При высушивании гидрата диоксида олова образуется аморфный белый порошок с плотностью 7,036 г/см³, переходящий при нагревании в кристаллическую модификацию с плотностью 6,95 г/см³.
Оксид олова(IV) образует прозрачные бесцветные кристаллы тетрагональной сингонии, пространственная группа P 42/mnm, параметры ячейки a = 0,4718 нм, c = 0,3161 нм, Z = 2, — кристаллическая структура типа рутила (диоксида титана).
Молярная энтропия So
298 = 49,01 Дж/(моль·К). Теплоёмкость Co
p = 53,2 Дж/(моль·К). Стандартная энтальпия образования ΔHo
обр = −577,63 кДж/моль.
Является широкозонным полупроводником n-типа, при 300 К ширина запрещённой зоны 3,6 эВ, подвижность электронов 7 см2/(В·с), концентрация носителей 3,5·1014 см−3, удельное электрическое сопротивление 3,4·103 Ом·см. Легирование элементами V группы, например, сурьмой увеличивает электрическую проводимость на 3—5 порядков.
Диамагнитен. Молярная магнитная восприимчивость χmol = −4,1·10−5 моль−1.
Диоксид олова прозрачен в видимом свете, отражает инфракрасное излучение с длиной волны более 2000 нм.
Температура плавления 1630 °C. При высокой температуре испаряется с разложением на монооксид олова (и его ди-, три- и тетрамеры) и кислород.

## Химические свойства
Гидратированная форма переходит в кристаллическую при нагревании:
{\displaystyle {\ce {SnO2.nH2O ->[600^oC] SnO2 + nH2O}}}.
Растворяется в концентрированных кислотах:
{\displaystyle {\ce {SnO2 + 6HCl -> H2(SnCl6) + 2H2O}}}.
При нагревании растворяется в разбавленных кислотах:
{\displaystyle {\ce {SnO2 + 2H2SO4 ->[100^oC] Sn(SO4)2 + 2H2O}}}.
Растворяется в растворах концентрированных щелочей:
{\displaystyle {\ce {SnO2 + 2NaOH + 2H2O ->[60-70^oC] Na2[Sn(OH)6]}}}.
При сплавлении с щелочами и карбонатами образует метастаннаты:
{\displaystyle {\ce {SnO2 + 2NaOH ->[350-400^oC] Na2SnO3 + H2O}}},
а с оксидами щелочных металлов образует ортостаннаты:
{\displaystyle {\ce {SnO2 + 2K2O ->[500^oC] K4SnO4}}}.
- Восстанавливается водородом или углеродом до металлического олова:

{\displaystyle {\ce {SnO2 + 2H_2 ->[500-600^oC] Sn + 2H2O}}},
{\displaystyle {\ce {SnO2 + 2C ->[800-900^oC] Sn + 2CO}}}.

## Применение
В качестве катализатора
В сочетании с оксидами ванадия его используют в качестве катализатора для окисления ароматических соединений в синтезе карбоновых кислот и ангидридов кислот, катализатора реакций замещения и гидролиза.
В датчиках газообразных горючих газов.
Плёнки из диоксида олова, нанесённые на стекло или керамику применяются в датчиках горючих газов в воздухе — метана, пропана, оксида углерода и других горючих газов. Нагретый до температуры в несколько сотен градусов Цельсия материал в присутствии горючих газов обратимо частично восстанавливается с изменением стехиометрического соотношения в сторону обеднения кислородом, что приводит к снижению электрического сопротивления плёнки. Для применения в датчиках газа изучалось легирование диоксида олова различными соединениями, например, оксидом меди(II).
В электронной промышленности
Основное применение соединения для создания прозрачных токопроводящих плёнок в различных приборах — жидкокристаллических дисплеях, фотогальванических элементах и в других приборах. Нанесение плёнки вещества производится из газовой фазы разложением летучих соединений олова, для повышения электропроводности соединение обычно легируют сурьмой и соединениями фтора.
Также применяется для создания прозрачных проводящих обогревательных противообледенительных плёнок на стеклянной поверхности окон транспортных средств.
Применяется в материалах контактов электрических коммутационных аппаратов, например, серебряных контактов электромагнитных реле — в материал вводят 2—14 % диоксида олова. Ранее для этой цели использовали весьма токсичный оксид кадмия.
Легирование кобальтом и марганцем дает материал, который можно использовать, например, в высоковольтных варисторах.
Легирование диоксида олова оксидами железа или марганца образует высокотемпературный ферромагнитный материал.
В стекольной и керамической промышленности в качестве белого пигмента
Диоксид олова плохо растворяется в расплавленной силикатной или боросиликатной стекломассе и имеет высокий показатель преломления относительно силикатного связующего, поэтому его микрочастицы в составе стёкол рассеивают свет, придавая стеклянной массе молочно-белый цвет и используется в производстве матовых стёкол, глазурованной керамической настенной плитке, сантехнических фаянсовых изделиях и др.
Изменяя состав стекломассы и технологию её приготовления можно изменять степень матовости продукта, так как растворимость диоксида олова увеличивается при повышении температуры обжига и увеличении концентрации в стекломассе оксидов щелочных металлов ({\displaystyle {\ce {Na2O, K2O}}}) и оксида бора {\displaystyle {\ce {B2O3}}} и снижается при увеличении содержания оксидов щелочноземельных металлов ({\displaystyle {\ce {CaO, BaO}}}), оксидов алюминия, цинка и свинца. Чистый диоксид олова придаёт глазури белый цвет, который можно изменить добавлением оксидов других элементов, например, оксид ванадия придаёт глазури жёлтый цвет, хрома — розовый, сурьмы — серовато-синий.
Покрытия на стекле
Тончайшие плёнки диоксида олова (~0,1 мкм) применяются в качестве адгезионного подслоя для нанесения на поверхность стеклянной посуды (в основном на бутылках, банках, сортовой посуде) полимерного покрытия, например, полиэтиленового. Нанесение таких тонких плёнок производится разложением на поверхности горячего стеклянного изделия летучих соединений олова, например, тетрахлорида олова или оловоорганических соединений, например, трихлорида бутилолова.
В качестве абразивного материала
Микрокристаллы соединения имеют высокую твёрдость и применяется в составе полировальных паст и суспензий для полировки изделий из металлов, стекла, керамики, природных камней.

## Безопасность
Соединение малотоксично, ЛД50 для крыс 20 г/кг перорально. Пыль соединения вредно влияет на органы дыхания. Предельно допустимая концентрация пыли в воздухе производственных помещений 2 мг/м³.